# Meconopsis speciosa
Meconopsis speciosa är en vallmoväxtart som beskrevs av David Prain. Meconopsis speciosa ingår i släktet bergvallmor, och familjen vallmoväxter. Inga underarter finns listade i Catalogue of Life.